# Leptotarsus (Kocia) gesneri
Leptotarsus (Kocia) gesneri is een tweevleugelige uit de familie langpootmuggen (Tipulidae). De soort komt voor in het Neotropisch gebied.